# تپه درمران
تپه درمران مربوط به عصر آهن است و در شهرستان خرم‌آباد، بخش دوره چگنی، دهستان دوره، ۷۰۰ متری جنوب روستای برکه واقع شده و این اثر در تاریخ ۲۲ اسفند ۱۳۸۵ با شمارهٔ ثبت ۱۸۱۵۸ به‌عنوان یکی از آثار ملی ایران به ثبت رسیده است.